# Référendum constitutionnel serbe de 2022
Le référendum constitutionnel serbe de 2022 a lieu le 16 janvier 2022 afin de permettre à la population de se prononcer sur un amendement de la Constitution de 2006 visant à réformer le pouvoir judiciaire afin de le mettre en adéquation avec les normes de l'Union européenne.
Le projet soumis à référendum reçoit une large majorité des suffrages, malgré une abstention touchant près de 70 % des inscrits.

## Contexte

### Réforme de la justice

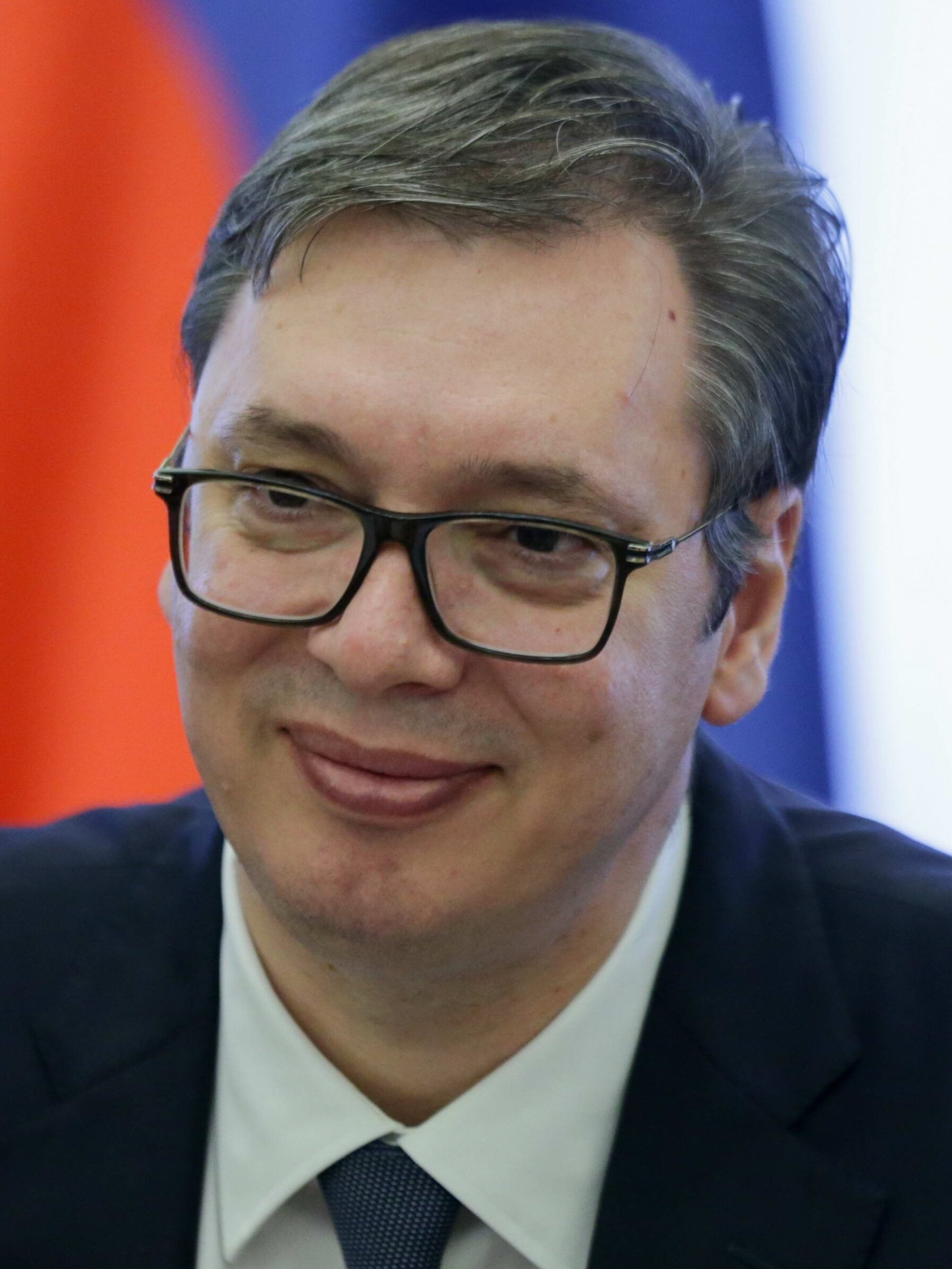
Le président serbe Aleksandar Vučić.

Les élections législatives de juin 2020 sont marquées par la victoire sans appel de la coalition menée par le Parti progressiste serbe (SNS) au pouvoir et ses alliés. Dans le contexte d'un boycott de nombreux partis d'opposition qui ne considèrent pas les conditions d'organisation du scrutin comme démocratiques et dénoncent une dérive autoritaire,, la coalition du SNS réunit près de 61 % des suffrages et 189 sièges sur les 250 composant l'Assemblée nationale, bien au-delà de la majorité absolue nécessaire pour gouverner. 
Conservateur, nationaliste et pro-européen, le Parti progressiste est au pouvoir au sein d'un gouvernement de coalition dirigé par la présidente du gouvernement Ana Brnabić tout en étant largement contrôlé par le président de la République Aleksandar Vučić. Ce dernier bénéficie ainsi d'une majorité étendue afin de mettre en œuvre son programme de réformes.

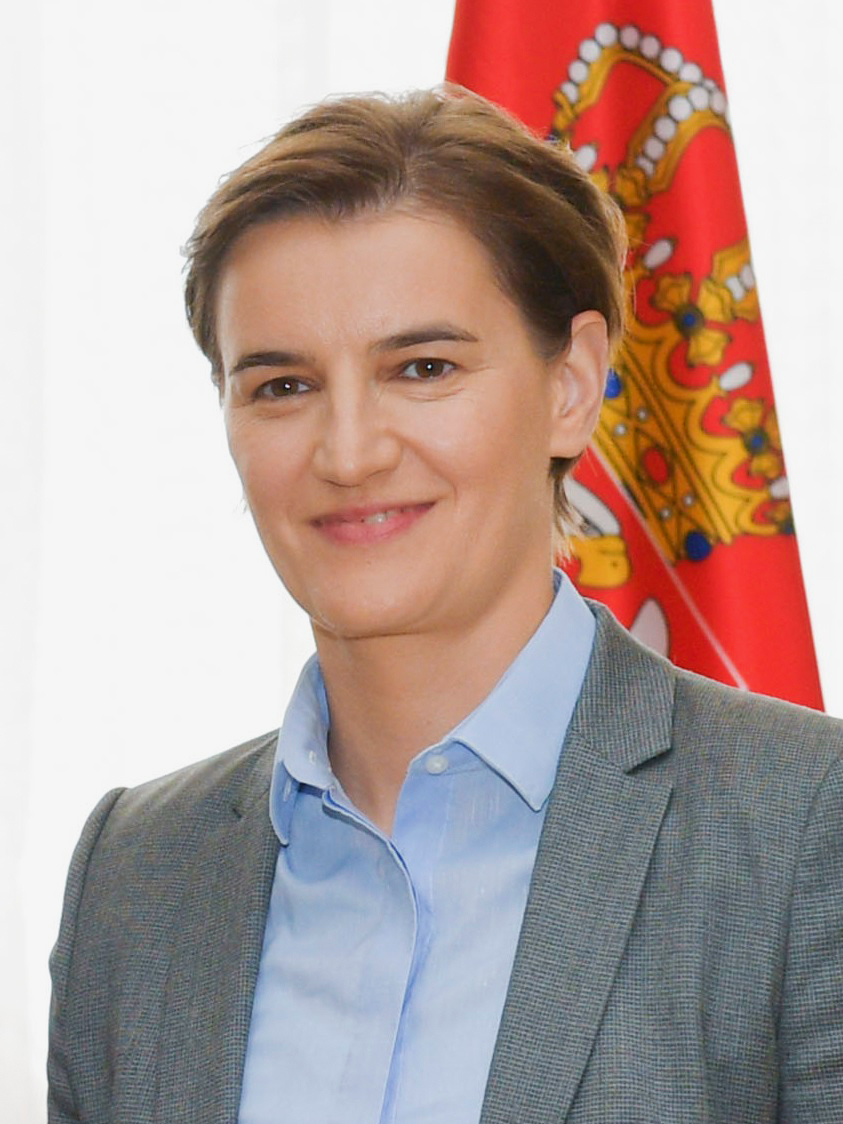
Ana Brnabić

En 2021, le gouvernement entreprend de remettre à l'ordre du jour une réforme du système judiciaire, en projet depuis près de dix ans. Cette volonté réformatrice intervient dans le contexte de la procédure d'adhésion de la Serbie à l'Union européenne (UE) initiée en 2011, dont le chapitre 23 — Appareil judiciaire et droits fondamentaux — impose l'indépendance du pouvoir judiciaire et son rapprochement des normes de l'UE ainsi que le renforcement de l'État de droit. Initiée sous le gouvernement du socialiste Ivica Dačić par le vote en 2013 de la stratégie nationale pour la réforme judiciaire visant à garantir l'indépendance du pouvoir judiciaire, la réforme est officiellement adoptée par le gouvernement Vučić I en 2015, et un référendum constitutionnel prévu pour 2017. Le projet souffre cependant de nombreux retards, notamment en raison du non-respect de la procédure d'amendement à la Constitution, ce que la ministre de la justice Nela Kuburović finit par reconnaitre courant 2019. Ayant rédigé seul les amendements proposés, le gouvernement est également accusé de chercher à placer le pouvoir judiciaire sous son contrôle, à l'exact opposé des principes mis en avant par le projet de réforme. 
Repris de zéro après les législatives de 2020, le projet suit cette fois-ci le parcours classique d'amendement constitutionnel, accompagné d'une réforme du système référendaire. La première mouture du projet d'amendement est votée le 3 décembre 2020 par l'Assemblée nationale,, puis soumis à plusieurs reprises à l'avis urgent de la Commission de Venise, le texte étant chaque fois amendé pour répondre aux recommandations de celle-ci. Si elle se félicite des progrès du texte en matière de mise en conformité du système judiciaire serbe avec les standards européens et internationaux, et juge le processus de consultations publiques « suffisamment inclusif et transparent », la commission souligne le manque d'implication des membres de l'opposition par le gouvernement dans la procédure,. La commission avertit notamment du risque de « politisation des hautes structures judiciaires » et juge que le texte est « une première étape » mais pas un aboutissement. Les amendements devront ainsi être suivis pour une grande partie de textes législatifs dont dépendront leur application. La version finale du texte est enfin votée le 7 juin 2021 par l'Assemblée nationale à la majorité des deux tiers requise,,,.
À l'origine attendu à l'automne 2021, le référendum est finalement fixé au 16 janvier 2022, soit moins de deux mois avant les élections présidentielle et législatives anticipées.

### Réforme référendaire
Depuis l'adoption de la Constitution de 2006, sa révision impose le recours à un référendum constitutionnel, or la loi référendaire en vigueur impose un quorum de participation d'au moins 50 % des inscrits et un vote favorable acquis à la majorité absolue des suffrages exprimés. La première condition, jugée trop difficile à atteindre, est supprimée sous l'impulsion du gouvernement, l'Assemblée nationale votant la modification du texte le 25 novembre 2021,. La réforme est accueillie positivement par la Commission de Venise, qui note que ses principales recommandations ont été suivies afin de mettre le nouveau texte en conformité avec les normes internationales,. La suppression du quorum ne se fait cependant pas sans polémique, l'opposition accusant le gouvernement de faciliter un futur référendum sur un règlement de la question de l'indépendance du Kosovo. Plusieurs dispositions de la loi concernant les référendums d'initiative populaire sont également vivement critiquées, notamment la mise en place d'une taxe sur la vérifications des signatures collectées, l'absence de représentants des auteurs des initiatives dans les commission électorales et les bureaux de vote, et la suppression de l'interdiction faite au Parlement de revenir sur la décision d'un vote populaire sous quatre ans. Des manifestations d'opposition à la loi sont rapidement organisées, couplées à des opérations de blocage des routes, ce qui conduit le gouvernement à revenir sur la loi. Le 10 décembre, tous les éléments contestés par les manifestants sont abrogés par un nouveau vote de l'Assemblée, à l'exception de la suppression du quorum de participation,.

## Contenu

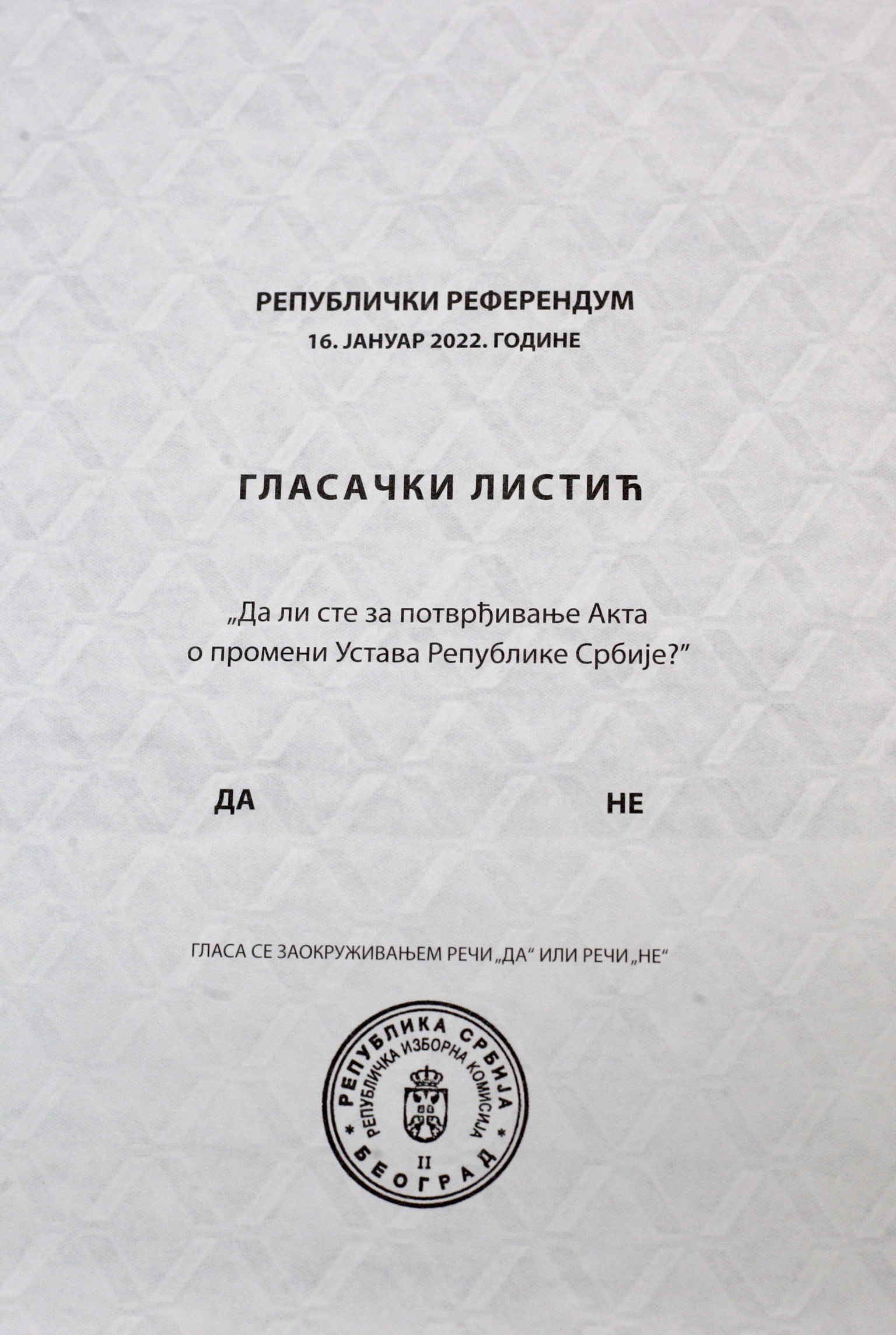
Bulletin de vote utilisé

La question posée est « Êtes-vous favorable à la ratification de la loi modifiant la Constitution de la république de Serbie ? » (« Да ли сте за потврђивање акта о промени Устава Републике Србије ? »)
Outre le renommage de la Cour suprême de cassation en Cour suprême, la révision de la Constitution porte sur de nombreux changements liés au pouvoir judiciaire, dont son système hiérarchique et son indépendance,. 

### Hauts conseils de la magistrature
Le Haut Conseil judiciaire (HCJ) est dorénavant composé de onze membres : le président de la Cour suprême, six juges élus par leurs pairs et quatre avocats élus par l'Assemblée nationale à la majorité des deux tiers parmi dix candidats présélectionnés par une commission parlementaire, ayant dix années d'expérience et n'étant pas membres d'un parti politique. Les attributions du HCJ et le processus de ses décisions sont codifiés dans le nouveau texte constitutionnel afin de fournir des garanties de procédures aux plaignants,.
Le Haut Conseil des procureurs (HCP) est également composé de onze membres : le procureur général suprême, le ministre de la Justice, cinq procureurs élus par leurs pairs et quatre avocats élus par l'Assemblée nationale dans les mêmes conditions que pour le HCJ,.

### Indépendance de la justice
L'Assemblée nationale n'est plus chargée d'élire les présidents des tribunaux, les procureurs, les juges et les procureurs adjoints ni ne peut décider de la cessation de leurs fonctions. Ces compétences sont attribuées au Haut Conseil judiciaire. Seul le procureur général suprême demeure élu par l'Assemblée — à la majorité des trois cinquièmes sur proposition d'un seul candidat par le Haut Conseil des procureurs —, mais celui-ci bénéficie de plusieurs garanties de son indépendance dont un mandat permanent et des motifs de révocation fixes,.
L'accent est mis sur l'indépendance des juges. Leur nomination intervient selon des critères de sélection objectifs tels que la nationalité, un âge minimum, les qualifications et une expérience professionnelle,. De même, les juges et procureurs bénéficient de l'introduction du principe d’inamovibilité : leurs affectations et fonctions ne sont modifiables contre leur volonté qu'en cas de réforme du système judiciaire ou de sanction disciplinaire. Ne peuvent mettre fin à leurs fonctions qu'un départ à la retraite, une demande personnelle du juge, une perte permanente de la capacité à exercer ou de la nationalité, une condamnation à plus de six mois de prison, ou une sanction disciplinaire sur avis favorable du HCJ. Ils bénéficient également de l'« immunité fonctionnelle » : leurs opinions dans le cadre d'une procédure judiciaire sont protégées contre les poursuites civiles ou pénales, sans pour autant bénéficier d'une immunité générale, en dehors de ce cadre,.

## Campagne
La campagne référendaire est marquée par la forte polarisation du pays entre gouvernement et opposition. Si le premier bénéficie dans sa démarche du soutien de l’Union européenne dont notamment la France, l'Allemagne et l'Italie ainsi que de ceux du Royaume-Uni et des États-Unis, qui saluent le 14 janvier dans un communiqué commun ce « pas en avant vers l’alignement de la Serbie sur les normes européennes », il fait face aux conséquences de son déficit total de confiance chez une partie de la population.
L'absence d'une presse libre dans le pays ainsi que l'autoritarisme dont est accusé le gouvernement conduisent l'opposition à s'opposer à la modification de la Constitution et à appeler au boycott, voyant en elle un manœuvre du Parti progressiste en vue des législatives d'avril. L'opposition souverainiste accuse le gouvernement de chercher à priver la justice de son pouvoir et d'obéir aux exigences de l'Union européenne, accusant notamment George Soros d'être à l'origine du projet.
Contrairement aux précédents scrutins serbes, le référendum n'a pas lieu sur le territoire contesté du Kosovo, ravivant les tensions avec la Serbie. Le 16 janvier 2022, son Assemblée vote contre l'organisation du vote sous l’impulsion du Premier ministre Albin Kurti. Malgré les appels des puissances occidentales à revenir sur cette décision, les bulletins de vote concernés sont ainsi bloqués à la frontière par la police kosovare. Les quelque cent mille Serbes résidant au Kosovo ont cependant encore la possibilité de se déplacer dans quatre villes serbes pour y voter, ou de recourir à un vote par correspondance,.

## Résultat
| Choix                     | Votes     | %     |
| ------------------------- | --------- | ----- |
| Pour                      | 1 189 460 | 60,24 |
| Contre                    | 785 163   | 39,76 |
|                           |           |       |
| Votes valides             | 1 974 623 | 98,97 |
| Votes blancs et invalides | 20 592    | 1,03  |
| Total                     | 1 995 215 | 100   |
| Abstention                | 4 515 108 | 69,35 |
| Inscrits/Participation    | 6 510 323 | 30,65 |

| Pour 1 189 460 (60,24 %) |  |  | Contre 785 163 (39,76 %) |
| ▲                        |  |  |                          |
| Majorité absolue         |  |  |                          |

## Analyse

Résultat par commune: Vert pour
Rouge contre

Les résultats donnent plus de 60 % de suffrages exprimés en faveur de la modification de la Constitution. Le taux de participation s'établit quant à lui à un peu plus de 30 % des électeurs inscrits sur les listes électorales. La publication des résultats définitifs est retardée en raison de l'annulation des résultats dans neuf bureaux de vote, qui oblige à une répétition du scrutin le 2 février dans les circonscriptions associées,.
La présidente du gouvernement Ana Brnabić félicite la population pour la victoire du Oui, déclarant notamment « pour la première fois de son histoire, la Serbie va avoir un système judiciaire indépendant ». Le président Vuvic déclare quant à lui que « La Serbie a envoyé une image très positive au monde ». 
Le résultat est également accueilli favorablement par l'Union européenne, dont le chef de la diplomatie européenne Josep Borrell et le commissaire à l'élargissement Olivér Várhelyi rencontre Ana Brnabić la semaine suivante dans le cadre d'un conseil UE-Serbie.
Le faible taux de participation ainsi que l'arrivée en tête du Non dans la capitale Belgrade amènent l'opposition à revendiquer la défaite du Parti progressiste serbe au référendum, en amont des législatives d'avril,.